# Histiopteris incisa
Espèce
Histiopteris incisa est une espèce de fougères de la famille des Dennstaedtiaceae. C'est une plante commune que l'on trouve en Australie, en Nouvelle-Zélande et dans d'autres îles de la région du Pacifique sud. On la trouve généralement dans les zones humides, où elle peut former de grandes colonies.

## Habitat et répartition
La fougère est largement distribuée et abondante dans la majeure partie de l'hémisphère sud, y compris en Tasmanie. Cependant, elle est moins commune dans les situations exposées des hauts plateaux et surtout absente des régions à faible pluviosité.